# Produktionsverbindungshandel
Der Produktionsverbindungshandel, kurz PVH, bezeichnet eine Großhandelsform, die zwei unterschiedliche Produktionsstufen der industriellen Wertschöpfungsketten verbindet.

## Definition und Umsetzung
Produkte und Waren, z. B. Werkzeuge, Bauartikel und -produkte, industrielle Vorprodukte oder Halbzeuge, Stahl oder andere Werkstoffe, werden bei einem Hersteller (Produktionsunternehmen) vom PVH-Großhandel bezogen und an Industrie-, Bau- oder Handwerksbetriebe verkauft zum Zwecke der Be- und/oder Verarbeitung (Produktion).
Neben einigen großen Marktteilnehmern, z. B. in den Bereichen Sanitär, Heizung, Elektro oder auch Stahl, ist die Branche besonders mittelständisch geprägt mit inhabergeführten Familienunternehmen. Viele Großhandelsunternehmen sind daher in großen Einkaufsverbänden zusammengeschlossen, z. B. bei der NORDWEST Handel AG, dem E/D/E – Einkaufsbüro Deutscher Eisenhändler GmbH, der Hagebau, der EUROBAUSTOFF oder der Union Haustechnik.
Beim PVH handelt es sich um eine Mischform verschiedener Betriebstypen des Großhandels, so gibt es häufig eine Kombination aus Zustellgroßhandel (primäre Absatzform) mit dem Abholgroßhandel (Ergänzende Absatzform). Darüber hinaus werden die Produkte im PVH häufig konfektioniert (sägen, ablängen) oder in anderer Weise bearbeitet (z. B. stahlkugelstrahlen, lackieren/beschichten, mechanische Bearbeitung, Schweißarbeiten)
Im PVH werden überwiegend Markenfabrikate führender Hersteller abgesetzt. Im Wettbewerb zum PVH (und Ihren Markenlieferanten) steht daher der sogenannte Direktvertrieb, bei dem entweder ein Großhändler die Produkte (unter eigenem Namen) selbst fertigen lässt oder ein Hersteller den Vertrieb der Produkte an die gewerblichen Endverwender selbst übernimmt.
Die Bezeichnung „Vollsortimenter“ wird von vielen PVH-Großhändlern verwendet, meint aber mal eine besonders breite Produktpalette, mal eine besondere Sortimentstiefe.